# Fronsadais
Pour les articles homonymes, voir Fronsadais (homonymie).
Le Fronsadais est un petit pays gascon du nord du département de la Gironde, au nord de la Dordogne et à l'ouest de l'Isle. La ville principale est Fronsac.

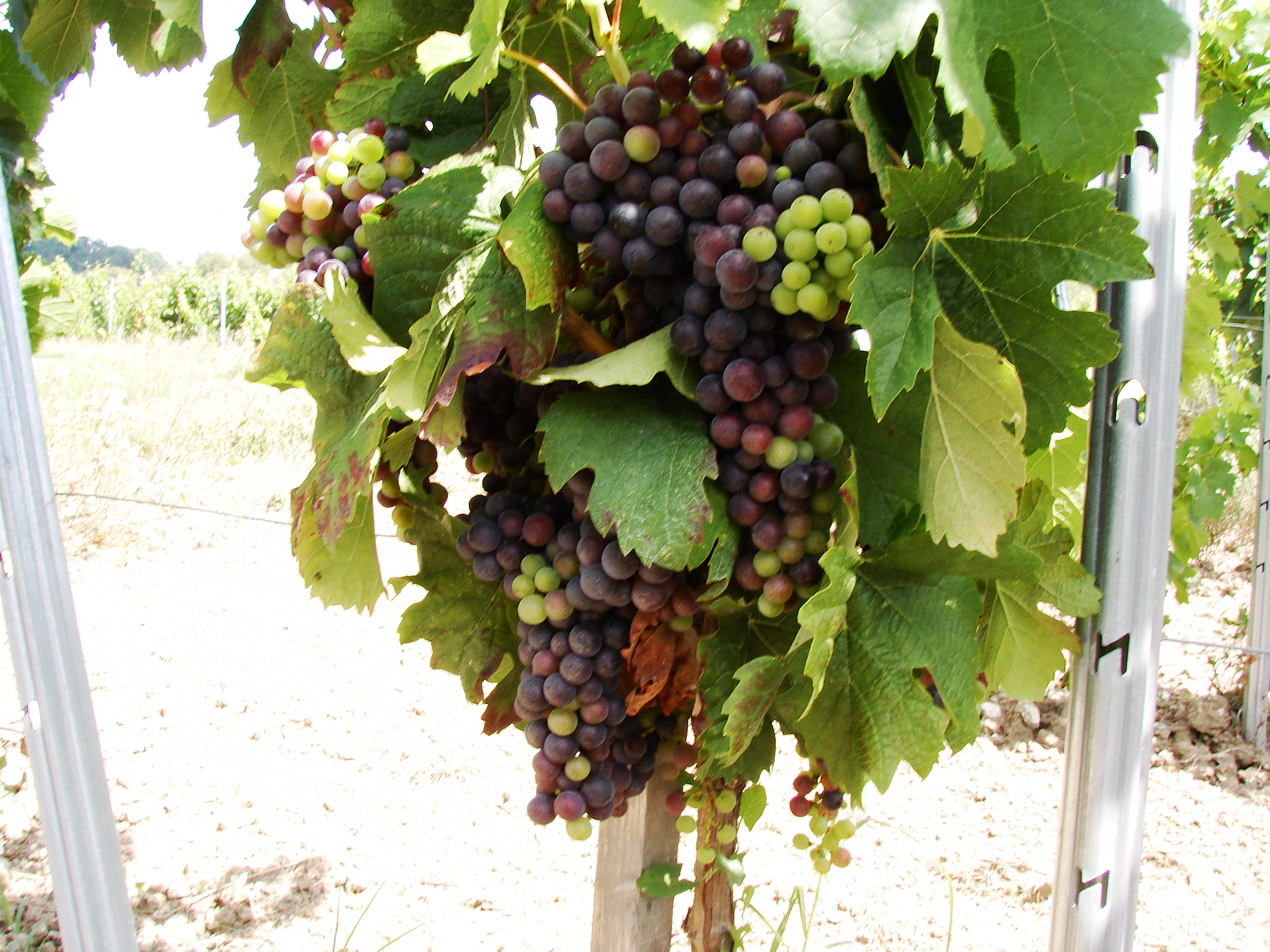
Raisin du vignoble fronsadais.

Le Fronsadais est une région viticole faisant partie du vignoble du Libournais, avec les appellations fronsac et canon-fronsac.
Il forme un plateau au sommet couvert par un dépôt brun de sables, graviers et argiles, avec à flanc de coteau les « molasses du Fronsadais » datant de l'Éocène supérieur et composées de sables et d'argiles carbonatées grisâtres (sur 15 à 20 mètres d'épaisseur),.
Le territoire fait partie du Pays du Libournais, territoire labellisé Vignobles & découvertes par Atout France, et compose pour grande partie la Route des vins de Bordeaux en saint-émilion, pomerol et fronsac.